# Rio Serra Negra
Rio Serra Negra är ett vattendrag i Brasilien.   Det ligger i delstaten Paraná, i den södra delen av landet, 1 100 km söder om huvudstaden Brasília.
I omgivningarna runt Rio Serra Negra växer i huvudsak städsegrön lövskog. Runt Rio Serra Negra är det mycket glesbefolkat, med 5 invånare per kvadratkilometer.